# Guichet d'économie locale
Un guichet d'économie locale est un lieu destiné à « booster » l'entrepreneuriat en aidant la concrétisation de projet individuel ou collectif. Le soutien de ces bureaux peut être divers : informations sur le statut d’indépendant, étude de marché, réalisation d’un plan financier, recherche de financement, réflexion sur l’implantation, formation, etc.

## Note et référence
1. ↑  S. N., « L’entreprenariat local pour booster l’économie bruxelloise », sur Lalibre.be, 24 mars 2017 (consulté le 11 mai 2017)